# Sophie Stein

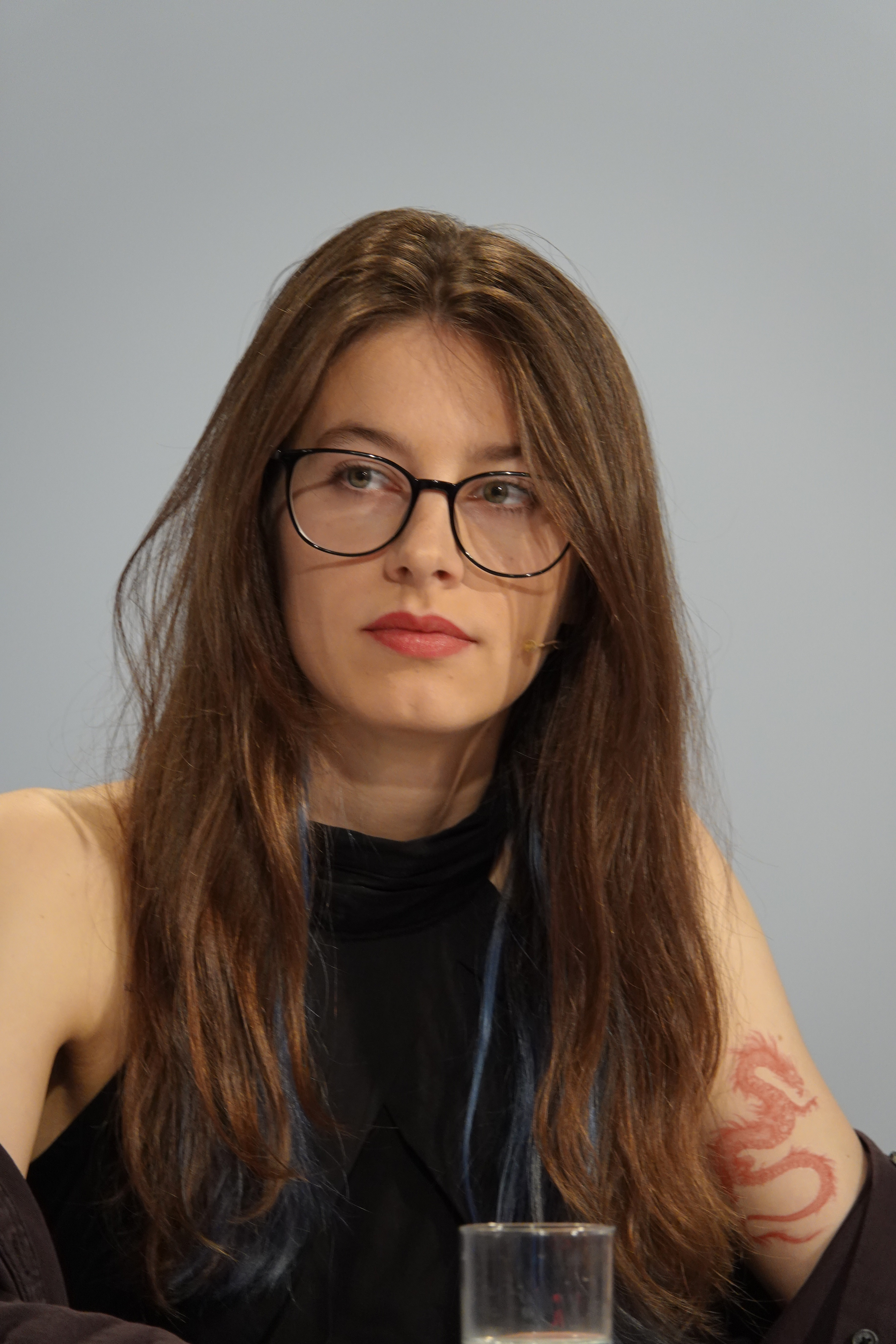
Sophie Stein 2024

Sophie Stein (* 1995 in Mainz) ist eine deutsche Schriftstellerin und Drehbuchautorin.

## Leben und Werk
Sophie Stein studierte Philosophie und Spanisch in Berlin sowie English Literature and Culture, Indologie und Komparatistik an der Johannes Gutenberg-Universität Mainz. Sie lebte zeitweise auch in New York und in Spanien, unter anderem auf Teneriffa. Während ihres Studiums arbeitete sie am Rezensionsforum literaturkritik.de mit.
Ihr erster Roman, Amanecer, erschien Ende 2020 in der Reihe „Forward Fiction“ bei Diaphanes in Zürich. Die junge Protagonistin des Romans, Aziza, versucht die Wahrheit über das Verschwinden ihrer Schwester herauszufinden. Auf der fiktiven Vulkaninsel Navaria, wo sie für ein Jahr studieren möchte, kommt sie in Kontakt mit einer geheimnisvollen Gruppe junger Leute, die sich mit Pflanzenkunde, Mythenlehre und dem Wesen der Träume befasst. Aziza sieht sich schnell mit verschiedenen Dimensionen der Realität, möglicherweise Parallelwelten, konfrontiert. Die Kritikerin Miryam Schellbach beschrieb den Roman als „ein schillerndes Hybrid aus Fantasy, psychologischer Allegorie und Coming-of-Age“; der Text sei „von seinem Muttergenre, der phantastischen Literatur, gleichermaßen angezogen wie abgestoßen“. Steins expressive, von synästhetischen Sinneseindrücken geprägte Sprache erinnerte Anja Kümmel an die brasilianische Autorin Clarice Lispector. Der Roman gelangte auf die Longlist des erstmals vergebenen Deutschen Popliteraturpreises. Außerdem wurde Amanecer 2021 für das ARD-Radiofestival ausgewählt. Gelesen wurde der Text von der Schauspielerin Sarah Grunert.
Der Kurzfilm Weder du noch ich, zu dem Sophie Stein das Drehbuch verfasst hatte (gemeinsam mit Lena Frings und Simon Spieske), wurde 2023 mehrfach ausgezeichnet, unter anderem mit einem Gold Award beim Independent-Star Filmfest.
2024 nahm Sophie auf Einladung der Jurorin Mara Delius an den Tagen der deutschsprachigen Literatur in Klagenfurt am Wörthersee teil. Sie las dort ihren Prosatext Die Schakalin.

## Auszeichnungen und Stipendien (Auswahl)
- 2021: Autoren-Sonderförderung des Deutschen Literaturfonds
- 2022: Longlist des Deutschen Popliteraturpreises für Magic, Pop und Ewigkeit 2022, mit Amanecer
- 2023: Winner Gold Award in der Kategorie „Best Art & Experimental“ beim Independent-Star Filmfest, mit Weder du noch ich
- 2024: Nominierung für den Ingeborg-Bachmann-Preis

## Werke (Auswahl)
- Amanecer, Roman. Diaphanes, Zürich 2020, ISBN 978-3-0358-0353-2.
- Kunst und Chaos, Essay. In: Michael Au, Alexander Wasner (Hrsg.): Gegend Entwürfe 4. Ein Lesebuch für Literatur aus Rheinland-Pfalz. FineBooks, Berlin 2023, ISBN 978-3-948373-52-8, S. 168–171.